# Estadio Oreste Granillo
El Estadio Oreste Granillo es un estadio de fútbol situado en la ciudad de Regio de Calabria, en Italia. Tiene capacidad para 27 543 espectadores, y el equipo que lo usa es el Urbs Reggina 1914, un equipo histórico del fútbol italiano, que disputó en este mismo estadio 10 temporadas de la Serie A, la máxima categoría del calcio italiano.

## Historia
El estadio fue construido en 1932, bajo el nombre de Estadio Michele Bianchi.
El estadio ha sufrido a lo largo de su historia numerosas remodelaciones, siendo la más importante en 1997, cuando se demolió toda la estructura para poder crear una completamente nueva. En 1999 se terminó el estadio, coincidiendo con el ascenso del club de Regio de Calabria a la Serie A. 
El estadio se llama así en honor a Oreste Granillo, el primer presidente de la entidad en lograr un ascenso a la Serie B.
El estadio ha acogido dos partidos internacionales de la selección italiana. El primero contra Portugal el 26 de abril del 2000, con victoria de Italia por 2-0 y el segundo contra Azerbaiyán, con un 4-0 para los italianos.